# Fontanna Adolfa Bindera w Poznaniu
Fontanna Adolfa Bindera – fontanna usytuowana na placu Marii Skłodowskiej-Curie na Wildzie w Poznaniu.
Wybudowana pod koniec XIX wieku, około 1898. Wzniesiona jeszcze przed włączeniem Wildy w obszar miasta, przed szkołą gminną (Margaretenschule), której była integralną częścią, na ówczesnym placu Gotthilfa Bergera. Stojąca do dzisiaj w tym samym miejscu od momentu ustawienia. Fontanna wykonana została w neogotyckich formach z czerwonego, sztucznego piaskowca, według projektu profesora Adolfa F. Bindera. Obecnie stanowi element kompozycyjny parku znajdującego się na placu.

## Opis
Składa się z ostrosłupa z ośmioma głowami lwów dookoła, z których paszcz tryska woda wpadająca do górnej, mniejszej misy. Następnie woda spływa do dolnej, znacznie większej misy. Górna misa osadzona jest na cokole z wyrzeźbionymi wokół niego tralkami. Po zmroku wodę oświetlają reflektory, które zamontowane są w dolnej misie fontanny. Fontannę poddano renowacji w 2005, została zdemontowana, a poszczególne jej elementy odnowione.